# Röhrnbach
Röhrnbach är en köping (Markt) och ort i Landkreis Freyung-Grafenau i Regierungsbezirk Niederbayern i förbundslandet Bayern i Tyskland.